# 文芸選評
『文芸選評』（ぶんげいせんぴょう）とは、NHKラジオ第1放送とNHKワールド・ラジオ日本で放送されているラジオ番組である。1976年4月に放送開始。毎週土曜の11時5分から11時50分までの生放送。

## 概要
NHKラジオセンター宛てに寄せられた俳句・短歌（・過去に川柳・どどいつも）の投稿作品に対し、入選したものについて選者がパーソナリティーとトークしながら講評していく番組である。時には投稿者本人に電話でつないで、作品についてたずねることもある。
土曜日11時台に生放送。2006年度のみ1時間繰り上げて、10時台に放送した。

## 出演者

### パーソナリティー
- 石井かおる (2020年4月4日 - 、『ひるのいこい』を兼務。)

#### 過去
2018年度までは、歌の日曜散歩と兼任していた。
- 鎌田正幸
- 坪郷佳英子

両名とも1997年4月-2013年3月まで
- 金井直己
- 松本慶子

両名とも2013年4月-2017年4月まで
- 杉原満
- 石山智恵[注 1]

両名とも2017年4月-2020年3月まで

### 選者
2020年度、即ち石井かおるがパーソナリティーに就任して以後は原則として回ごとに選者が変わるようになった。

#### 過去の選者
2019年度までは選者は固定されていた。
- 俳句（自由題）：鈴木章和
- 俳句（兼題）：西村和子
- 短歌：篠弘
- 川柳：安藤波瑠（あんどう はる、奇数月）、大木俊秀（おおき としひで、偶数月）
- どどいつ：中道風迅洞（なかみち ふうじんどう、2011年4月没）没後は筏丸けいこが代役を務めた。

## 2023年10月現在の放送体裁
2020年度、即ち石井かおるがパーソナリティーに就任して以後は、原則として短歌と俳句を交互に放送するようになり、毎回それぞれに予めお題を募る兼題で募集するようになった。
それ以前は原則として
- 第1・2週：俳句（テーマは第1週が自由題、第2週は兼題。2012年4月14日から兼題による投稿を放送）
- 第3週：短歌（テーマは自由題）
- 第4週：川柳（テーマは兼題）
- 第5週：特別編（後述）

というスタイルであった。また、2012年3月10日までは第2週に折句の都都逸を募る「おりこみどどいつ」のコーナーがあった。

### 川柳の例題
肉親が ホシになりぬる ヤマ多し
骨切るも カメラ放さぬ ど根性
上手く読み 読み上げられる にくい人

### おりこみどどいつの例題
優しさプラス 気立てもよくて 愛しさまでも もつ女
お題（ちかみち）
力自慢で
かばんを持って
みんなを行かせて
遅刻した

### 5週ある時の最終週
2019年度まで、カレンダーの関係で、閏年にならない年の2月以外の月初め（1・2日、およびその月が31日まである場合の3日）と重なる曜日は5週あるため、その場合の第5週は、公開収録で行った時の企画ものなどが放送された。まれに第1週に行うことがあり、その場合は通常の放送を1週ずつずらす場合もあった。なお1月が最初の3が日となる場合は下述のとおり特別篇となるため、必ず通常版は第2週以後に繰り下げとなる。2020年度からは隔週で俳句と短歌を交互に放送するスケジュールになったことや、公開収録・生放送が休止になったため第5週目も通常のスタジオからの生放送が行われている。

## 応募規定
- 2019年度までははがきのみだったが、2020年度からメール投稿も可能となった。
- 1枚のはがき（それぞれジャンル別に投函）で3作品までを裏面に（メールは1回の応募につき1作品のみをメール送信フォームに）書き、そこに住所・氏名（筆名（ペンネーム・ハンドル名）でも可）・郵便番号・電話番号を添える（住所と氏名には必ずルビを振る）
- 未発表に限る
- 郵送は放送予定の10日前（放送前週水曜）必着、メールフォームからの場合は放送予定の5日前一杯（放送週の月曜・日本時間23:59）までに送る。

優秀作品は一部を抜粋し、放送から1か月後の『NHKウイークリーステラ』（NHKサービスセンター刊）に、また俳句は『NHK俳句』・短歌は『NHK短歌』のそれぞれのテレビテキスト（NHK出版刊）にもそれぞれ転載して紹介する。また一部を『ひるのいこい』で紹介する場合もある。

## 公開放送
2019年3月までは年数回、杉原・石山コンビによる日曜の『歌の日曜散歩』と合同で公開放送を行っていた。その場合、東京のスタジオを離れて各地の放送局のオープンスタジオ、あるいはイベント会場の特設ステージから放送する。
殆どの回は放送会館のオープンスタジオで、当日先着順で無料招待（ただし満員の場合は入場制限あり）して生放送する。ただしまれに土曜・日曜とも各地の公民館やコンサートホールで放送することがあるが、その場合土・日とも会場のキャパシティーの都合で事前申し込みが必要となる場合がある。
特に、短歌の回が公開放送である場合、生放送の終了後に篠弘（歌人）による「短歌教室」を開催することがあるほか、鎌田・坪郷と当日参加したリスナーを囲むトークコーナーを行うのも定番となっている。

## 新春特番
毎年1月2日・3日に「新春おめでた文芸」と題して、夕方～夜に長時間の特番が行われる。こちらも総合司会は『文芸選評』のパーソナリティーコンビが務めている。
通常より放送時間を大幅拡大し、新春にふさわしい俳句・短歌・川柳（過去に都都逸も）をそれぞれにテーマを決めて、リスナーから投稿してもらう。こちらは事前の郵送に加え、生放送中にファクスでも投句でき、優秀作を生放送の時間内に可能な限り紹介する。またこの番組のレギュラー選者に加え、ゲスト選者若干名も加わり審査に参加。電話で投稿したリスナーからの生の声を伺うのも番組の特徴である。2019年1月2日・3日は冬休み子ども科学電話相談を編成したため、同年1月4日の昼に川柳のみの放送となった。

## 夏休み
概ね7月下旬から8月にかけて放送する夏休み子ども科学電話相談、および高校野球の中継放送があり、それらを優先するため放送を休止する。
なお、高校野球期間中に雨天などで開催中止や試合開始の遅延が発生する場合でも文芸選評は放送せず、平日朝の番組で放送されたインタビュー番組のセレクション（アンコール）番組などを放送する。
7月中旬までに高校野球の地方大会の中継を放送する場合、該当する放送局は差し替えのために放送を休止する。
2013年度（8月3日、8月24日、8月31日の3週）と2014年度（8月2日、8月30日の2週）の8月には本番組の時間に『夏休み子ども川柳』（選者：やすみりえ）が放送された。
2015年度は8月1日、8月22日、8月29日の3回に分けて「夏休み子ども文芸」と題し、これまでの川柳（29日）に加え、俳句（1日 選者：大高翔）、短歌（22日、選者：穂村弘）を含めた当番組の「子供大会」として放送されることになった。また今回から高校生の参加も解禁された。
2016年は8月6日から全国高校野球、及びリオデジャネイロオリンピックの中継が行われる関係で「夏休み子ども文芸」は7月30日（短歌、穂村弘）、8月27日（川柳、やすみりえ）の2回のみとなり、俳句大会は中止となった。
2019年度からは「子ども科学電話相談」が夏休みだけでなく、冬休み、ゴールデンウィークといったまとまった連休時に行われるパターンがあり、その場合、当番組を休止する事例が増えている。